# Volta al llac Qinghai
La Volta al llac Qinghai (en xinès simplificat: 环青海湖国际公路自行车赛; en xinès tradicional: 環青海湖國際公路自行車賽; en pinyin: Huán Qīnghǎi hú guójì gōnglù zìxíngchē sài; literalment Volta ciclista en carretera internacional del llac Qinghai) és una cursa ciclista que es disputa pels voltants del llac Qinghai, a la Xina. És una cursa que des del 2005 forma part de l'UCI Asia Tour, amb una categoria 2.HC.
El primer vencedor fou l'estatunidenc Tom Danielson i fins al moment cap ciclista ha estat capaç d'imposar-se en més d'una edició.

## Palmarès
| Any                 | Vencedor                     | Segon                   | Tercer                  |
| ------------------- | ---------------------------- | ----------------------- | ----------------------- |
| 2002                | Tom Danielson                | Glen Chadwick           | Xavier Tondo i Volpini  |
| 2003                | Damiano Cunego               | Ghader Mizbani Iranagh  | Guozhang Wang           |
| 2004                | Ryan Cox                     | Ghader Mizbani Iranagh  | Jeff Louder             |
| 2005                | Martin Mareš                 | Kairat Baigudinov       | Valerio Agnoli          |
| 2006                | Maarten Tjallingii           | Hossein Askari          | Nacor Burgos            |
| 2007                | Gabriele Missaglia           | Daniel Lloyd            | Francisco Mancebo Pérez |
| 2008                | Tyler Hamilton               | Marek Rutkiewicz        | Hossein Askari          |
| 2009                | Andrei Mizúrov               | Ghader Mizbani Iranagh  | Mitja Mahorič           |
| 2010                | Hossein Askari               | Radoslav Rogina         | Kiel Reijnen            |
| 2011                | Gregor Gazvoda               | Dmitri Grúzdev          | Mateusz Taciak          |
| 2012                | Hossein Alizadeh             | Cameron Wurf            | Giovanny Báez           |
| 2013                | Mirsamad Pourseyedigolakhour | Ievgueni Nepomniasxi    | Danil Fominikh          |
| 2014                | Mikhailo Kononenko           | Thomas Vaubourzeix      | Oleksandr Polivoda      |
| 2015                | Radoslav Rogina              | Hossein Alizadeh        | Francisco Colorado      |
| 2016                | Serhí Lahkuti                | Matej Mugerli           | Vitali Buts             |
| 2017                | Jonathan Monsalve            | Mauricio Ortega Ramírez | Björn Thurau            |
| 2018                | Hernán Aguirre Calpa         | Hernando Bohórquez      | Radoslav Rogina         |
| 2019                | Robinson Chalapud Gómez      | Óscar Sevilla Rivera    | Benjamin Dyball         |
| 2020 edició suspesa |                              |                         |                         |
| 2021                | Zhang Zhishan                | Peng Xin                | Tiantian Hu             |
| 2022                | Liu Jiankun                  | Zhang Zhishan           | Yutao Shen              |
| 2023                | Henok Mulubrhan              | Eric Fagúndez           | Davide Baldaccini       |
| 2024                | Jefferson Cepeda             | Thomas Silva            | Manuele Tarozzi         |